# Stopa międzybankowa
Stopa międzybankowa – rodzaj stopy procentowej, która kształtuje się na rynku pieniężnym w wyniku krótkoterminowych operacji depozytowo-pożyczkowych dokonywanych pomiędzy określonymi bankami. 
Na rynku międzynarodowym najpowszechniej stosowaną stopą międzybankową są stopy LIBOR/LIBID (London Interbank Offered Rate i London Interbank Bid Rate), tj. stopa stosowana przez najważniejsze banki londyńskiego rynku. W Polsce wysokość stopy międzybankowej wyznacza WIBOR i WIBID (Warsaw Interbank Offered Rate i Warsaw Interbank Bid Rate).
LIBOR/ LIBID oraz WIBOR i WIBID nie są stawkami transakcyjnymi. Uczestnicy panelu (wybrane banki komercyjne) nie podają oprocentowania faktycznie zawieranych transakcji, lecz odpowiedź na pytanie, po jakiej stopie mogliby pożyczyć lub przyjąć depozyt na brytyjskim (LIBOR/LIBID) czy też polskim (WIBOR/WIBID) rynku międzybankowym kwotę typową dla danej waluty i okresu pożyczki tuż przed godziną 11:00.